# Wścieklica dorodna
Wścieklica dorodna (Manica rubida) – gatunek mrówki z podrodziny Myrmicinae.

## Morfologia
Robotnice wścieklicy dorodnej mają smukły kształt i długość około 6,5–7,5 mm. Są wyposażone w żądło, użądlenia są bardzo bolesne. Królowa jest nieco większa.

## Biologia
Kolonię zakłada w sposób pół-klasztorny. Środowiskiem tej mrówki są dobrze nasłonecznione otwarte tereny górskie z ubogą roślinnością. Dość licznie spotykana jest w miastach południowej Polski. Buduje gniazda pod kamieniami, a w miastach często pod chodnikami z kostki brukowej. Wokół dużego otworu wejściowego do gniazda rozsypany jest piasek i ziemia tworząc szeroki płaski krater. Wielkość kolonii nie przekracza kilkuset robotnic.
Rójka odbywa się w kwietniu lub od sierpnia do września
Wścieklice dorodne są drapieżnikami atakującymi zwłaszcza pierwomrówki łagodne i inne mrówki, żywią się także owocami i nasionami.

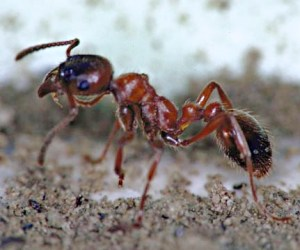
Robotnica
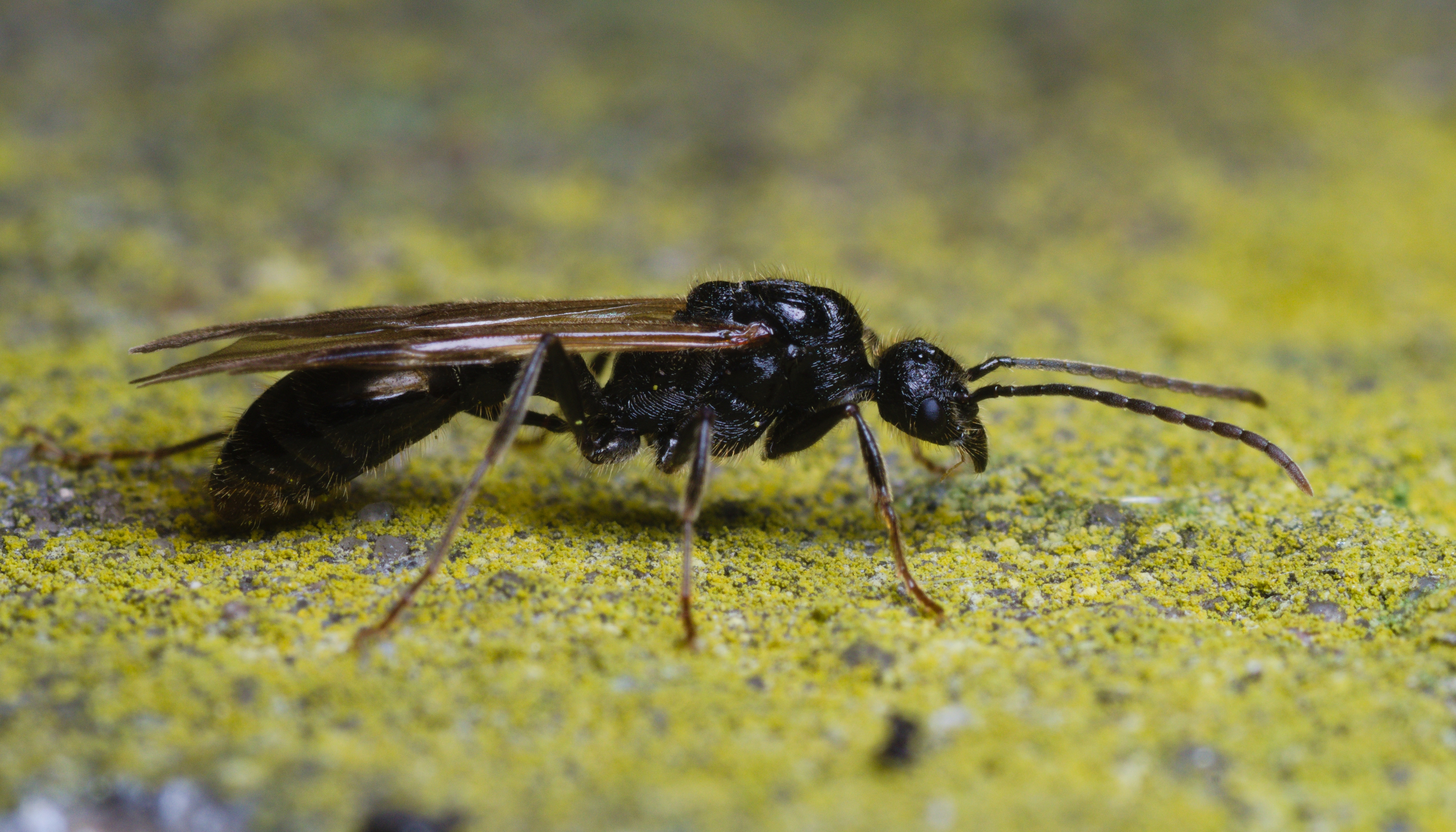
Samiec
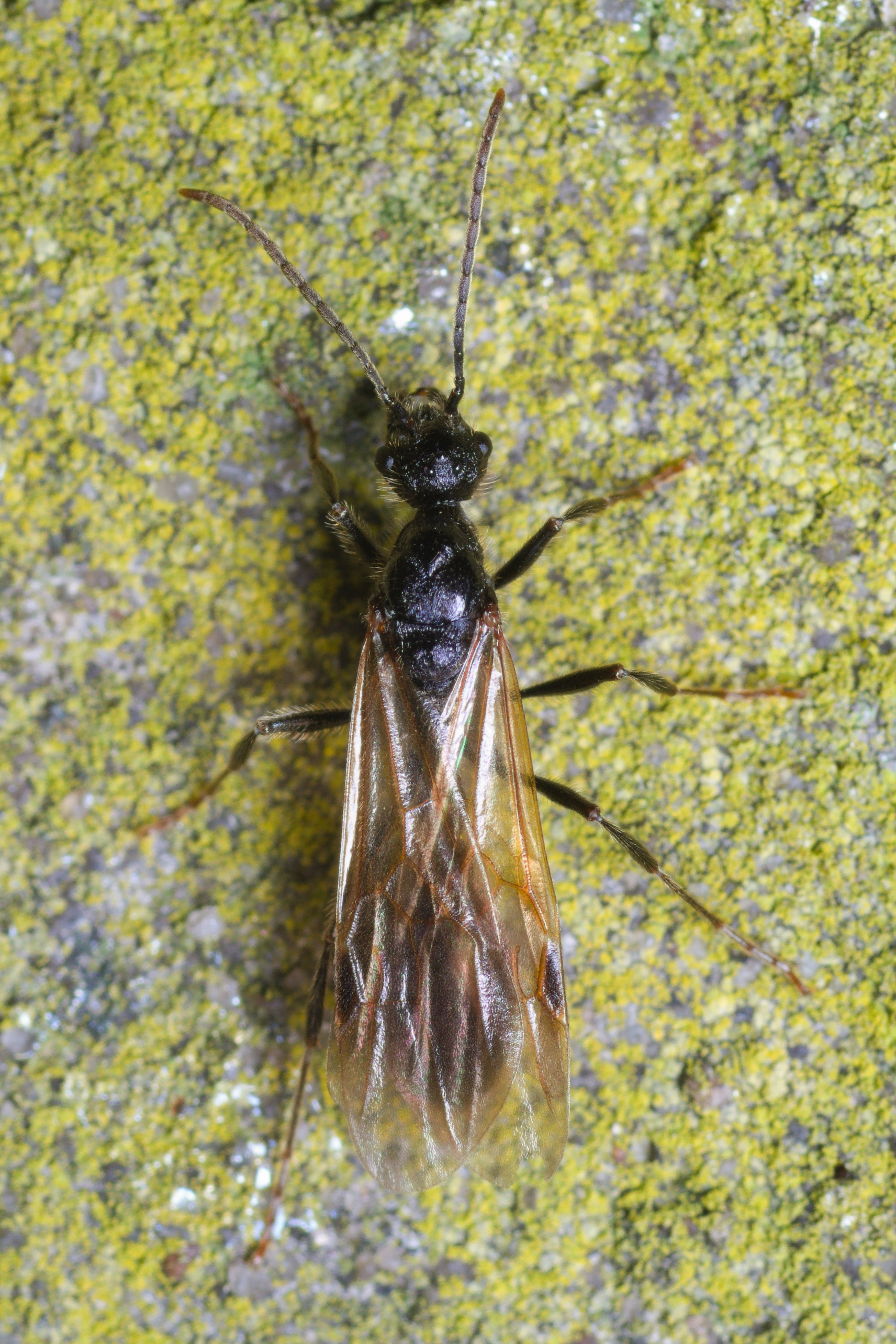
Samiec
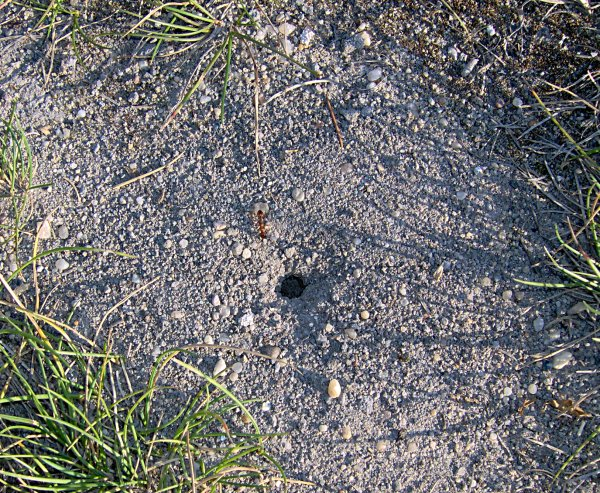
Gniazdo